# Platysteira hormophora
Pririt du Togo
Espèce
Statut de conservation UICN

 LC  : Préoccupation mineure
Synonymes
- Dyaphorophyia hormophora Reichenow, 1901
- Diaphorophyia castanea hormophora

Le Pririt du Togo (Platysteira hormophora) ou pririt du Guinée, est une espèce d'oiseaux de la famille des Platysteiridae.

## Répartition
Cette espèce vit en Afrique de l'Ouest le long des côtes nord du golfe de Guinée, dans une bande s'étendant de la Sierra Leone au Bénin et passant par la Côte d'Ivoire, le Ghana, le Libéria, le Togo et la Guinée.

## Classification
Cette espèce était considérée, il y a peu de temps encore,, comme une sous-espèce du Pririt châtain (Platysteira castanea).